# 생물사회범죄학
생물사회범죄학은 생물문화적 요인을 탐구하여 범죄와 반사회적 행동을 설명하는 학문 분야이다. 현대 범죄학은 사회학 이론에 의해 지배되어 왔지만, 생물 사회 범죄학은 행동 유전학, 신경 심리학 및 진화 심리학과 같은 분야의 잠재적 기여도 인정한다.

## 구혼

### 환경
환경은 유전자 발현에 상당한 영향을 미친다. 불리한 환경은 반사회적 유전자 발현을 증가시키고 친사회적 유전자 작용을 억제하며 유전적 잠재력의 실현을 방해한다.
Genes and environments operating in tandem (interacting) were required to produce significant antisocial behavior, while neither was powerful enough to produce it independent of the other. That is, children genetically at risk for antisocial behavior reared in positive family environments did not display antisocial behavior, and children not at genetic risk did not become antisocial in adverse family environments.

### 행동 유전학
범죄에 대한 유전학의 역할을 연구하는 한 가지 접근 방식은 유전율 계수를 계산하는 것이다. 유전율 계수는 특정 시간에 특정 환경에서 주어진 인구의 일부 특성에 대해 실제화된 유전 효과로 인한 분산의 비율을 설명한다. Kevin Beaver와 Anthony Walsh에 따르면 반사회적 행동에 대한 유전 계수는 0.40에서 0.58 사이로 추정된다.
생물사회 범죄학(쌍둥이 연구의 방법)에서 자주 사용되는 방법론은 부풀려진 유전 추정치를 산출한다는 비판을 받아왔지만 생물사회 범죄학자들은 이러한 비판이 근거가 없다고 주장한다. 형사 사법 연구원인 Brian Boutwell과 JC Barnes는 위험 요소의 유전적 유전을 통제하지 않는 많은 사회학적 연구 결과가 오도하거나 신뢰할 수 없다고 주장한다.

### 신경생리학
또 다른 접근 방식은 신경 생리학과 범죄 간의 관계를 조사하는 것이다. 한 가지 예는 세로토닌과 도파민 같은 신경 전달 물질의 측정된 수준이 범죄 행위와 관련되어 있다는 것이다. 또 다른 하나는 신경 영상 연구가 범죄 행위에 뇌 구조와 기능이 모두 관련되어 있다는 강력한 증거를 제공한다는 것이다. 변연계는 궁극적으로 범죄 행위를 유발할 수 있는 분노 및 질투와 같은 감정을 생성한다. 전전두엽 피질은 만족과 충동 조절을 지연시키는 데 관여하고 변연계에서 오는 충동을 조절한다. 이 균형이 변연계에 유리하게 바뀌면 범죄 행위에 기여할 수 있다. 테리 모핏(Triee Moffitt)의 범죄 발달 이론에 따르면 "평생 범죄자"는 인구의 6%에 불과하지만 모든 범죄의 50% 이상을 저지르고 있으며 이는 신경 생리학적 결함과 열악한 환경이 복합적으로 작용하기 때문에 범죄는 한 번 시작하면 돌이키기 매우 어렵다고 주장한다.

### 진화심리학
남성은 적은 노력으로 잠재적으로 많은 자녀를 가질 수 있다. 많은 노력을 기울인 여성은 소수에 불과하다. 이것의 주장된 결과 중 하나는 남성이 여성보다 자신의 성에 대한 번식 경쟁이 더 높기 때문에 여성보다 더 공격적이고 더 폭력적이라는 것이다. 특히, 지위가 낮은 남성은 완전히 자녀가 없는 상태로 남을 가능성이 더 높을 수 있다. 그러한 상황에서, 유전적으로 멸종되기 보다는 지위와 번식 성공을 증가시키기 위해 매우 높은 위험을 감수하고 폭력적인 침략을 사용하는 것이 진화적으로 유용했을 수 있다.
이것은 남성이 여성보다 범죄율이 높은 이유와 낮은 지위와 미혼이 범죄와 관련된 이유를 설명할 수 있다. 그것은 또한 남성-남성 살인에 대해 사회의 소득 불평등 정도가 사회의 절대 소득 수준보다 더 나은 예측 변수인 이유를 설명할 수 있다. 소득 불평등은 사회적 불평등을 야기하지만 평균 소득 수준의 차이는 그렇지 않을 수 있다. 더욱이 여성을 둘러싼 경쟁은 특히 청소년기 후반과 청년기에 집중적으로 발생했다는 주장이 제기되는데, 이는 이 시기에 범죄율이 특히 높은 이유를 설명하기 위한 이론화된다.
"진화적 신경안드로겐 이론"은 공격성과 범죄에 영향을 미치고 특정 형태의 경쟁에서 유리한 요인으로 테스토스테론 호르몬에 초점을 맞춘다. 대부분의 종에서 수컷은 암컷보다 더 공격적이다. 남성의 거세는 일반적으로 남성의 공격적인 행동을 진정시키는 효과가 있다.
인간의 경우 남성이 여성보다 범죄, 특히 강력 범죄에 더 많이 관여한다. 범죄에 연루되는 정도는 일반적으로 테스토스테론 수치의 상승과 관련하여 10대 초반에서 10대 중반 사이에 증가한다. 테스토스테론과 공격성 사이의 관계에 대한 연구는 뇌 테스토스테론의 신뢰할 수 있는 유일한 측정이 연구 목적으로 수행되지 않는 요추 천자에 의한 것이기 때문에 어렵다. 따라서 연구에서는 종종 혈액이나 타액에서 덜 신뢰할 수 있는 측정값을 사용했다.
일부 연구는 성인 범죄와 테스토스테론 사이의 연관성을 지지하지만, 성별에 따라 별도로 조사하면 그 관계는 미미한다. 청소년 비행과 테스토스테론 수치 사이의 중요한 연관성은 확립되지 않았다. 일부 연구에서는 테스토스테론이 반사회적 행동 및 알코올 중독과 같은 범죄와 관련된 행동 또는 성격 특성과 관련이 있음을 발견했다. 보다 일반적인 공격적 행동/감정과 테스토스테론 사이의 관계에 대한 많은 연구가 수행되었다. 연구의 약 절반은 관계를 발견했고 약 절반은 관계를 찾지 못했다.
살인을 유발하는 많은 갈등에는 지위 갈등, 평판 보호, 사소해 보이는 모욕이 포함된다. 스티븐 핑커는 그의 책 빈 서판에서 경찰이 없는 비국가 사회에서 침략에 대한 믿을 수 있는 억제력을 갖는 것이 매우 중요하다고 주장한다. 따라서 인간이 평판("명예")을 보호할 뿐만 아니라 복수에 대한 본능을 발달시키도록 하는 보복에 대한 평판을 갖는 것이 중요했다. 핑커는 국가와 경찰의 발달이 조상의 환경에 비해 폭력의 수준을 극적으로 감소시켰다고 주장한다. 도시의 가난한 지역과 같이 매우 국지적으로 국가가 무너질 때마다 인간은 다시 보호와 침략을 위해 그룹으로 조직되고 폭력적인 복수 및 명예 보호와 같은 개념이 다시 매우 중요해진다.
일부 문화권은 다른 문화권보다 명예 보호에 더 중점을 둔다. 한 가지 설명은 조상의 과거에 명예를 보호하는 것이 농부보다 목축업자에게 상대적으로 더 중요했다는 것이다. 목자들의 가축은 쉽고 빠르게 도난당했다. 결과적으로 더 높은 수준의 폭력을 유발할 수 있는 억제력으로 지속적으로 강인함을 보여주는 것이 중요했다. 이 이론의 예측은 전통 농업과 스페인계 미국인 사회에 대한 교차 문화 조사에서 확인되었다. 그러나 좌식 어업 사회가 명예를 중시할 것이라는 예측은 확인되지 않았다.
문화적 집단 주의의 정도는 전염병의 부담과 밀접한 관련이 있다. 집단주의와 감염병 확산을 제한하는 외집단 기피와 같은 특성 때문이라는 주장이 제기돼 왔다. 강한 내집단-외집단 편향과 내집단의 명예를 옹호하려는 의지와 같은 다른 특성은 폭력을 조장할 수 있다. 한 연구에 따르면 여러 형태의 폭력적인 범죄 행위와 미국 주 전체의 전염병 발병률 및 미국 주 전체의 문화적 집단주의 정도 사이에 강력한 연관성이 있음이 밝혀졌다. 협회는 소득 불평등을 통제한 후에도 강한 상태를 유지했다.

#### 특정 형식
진화 심리학 연구자들은 사이코패스에 대한 몇 가지 진화론적 설명을 제안했다. 하나는 사이코패스가 빈도에 의존하고 사회적으로 기생하는 전략을 나타낸다는 것이다. 이는 커뮤니티에 다른 사이코패스가 거의 없는 한 사이코패스에게 도움이 될 수 있다. 사이코패스가 많을수록 사기꾼에 대해 더 많은 대응책을 적용할 가능성이 있는 비사이코패스뿐 아니라 다른 사이코패스와 조우할 위험이 증가하기 때문이다.
강간에 대한 사회생물학적 이론은 진화적 적응이 강간범의 심리학에 어느 정도 영향을 미치는지를 탐구하는 이론이다. 전통적인 이론은 일반적으로 강간을 행동 적응으로 간주하지 않기 때문에 그러한 이론은 매우 논쟁의 여지가 있다. 일부 사람들은 윤리적, 종교적, 정치적, 과학적 근거를 근거로 그러한 이론에 반대한다. 다른 사람들은 효과적인 예방 조치를 개발하기 위해 강간의 원인에 대한 올바른 지식이 필요하다고 주장한다.
신데렐라 효과는 일부 연구에서 관찰된 유전적 부모에 비해 계부모에게 학대를 받는 의붓자식의 비율이 더 높다고 주장한다. 이 영향에 대한 설명은 진화 심리학 이론의 적용을 시도했다. 이러한 이론들에 대해서도 다양한 비판이 있어왔다.
영아 살해는 남성보다 여성이 더 자주 행하는 몇 안 되는 폭력 중 하나이다. 문화 간 연구에 따르면 이러한 상황은 아동이 기형이나 질병을 갖고 있을 때뿐만 아니라 빈곤, 자원이 필요한 다른 아동, 남성의 지원이 없는 등의 요인으로 인해 자원이 부족한 경우에 발생할 가능성이 더 높다는 것을 발견했다. 그러한 아이는 번식 성공의 가능성이 낮을 수 있으며, 이 경우 특히 여성이 일반적으로 남성보다 부모의 투자를 더 많이 하기 때문에 자녀에게 자원을 지출하는 어머니의 포괄적인 적합성을 감소시킬 수 있다.

#### 형사 사법
집단에 해로운 착취 행위에 대한 처벌은 조상 환경에서 되풀이되는 문제였을 것이다. 그러한 인간은 이것을 처리하기 위한 다양한 심리적 메커니즘을 개발했다고 주장된다. 처벌은 바람직하지 않은 행동을 억제할 수 있지만 과도한 처벌도 그룹에 해로울 수 있다. 따라서 인간은 범죄의 정도에 따라 비례 대응을 선호한다고 주장한다. 문화 간 연구에 따르면 서로 다른 범죄가 얼마나 상대적으로 해로운 것으로 인식되는지에 대한 높은 동의가 나타났다. 한편, 현대 경찰이 범죄를 적발하는 것이 얼마나 어려운지와 같은 억제적 관점에서 고려하는 것이 합리적일 수 있는 진화적 참신 요인은 적절한 처벌에 대한 사람들의 인식에 영향을 미치지 않는 것으로 보인다.
범죄의 심각성이 판단되면 대응 방법을 선택할 수 있다. 조상 환경의 어떤 경우에는 배상이나 재활과 같은 대응에 비해 일부 형태의 형벌이 예방할 수 있는 범죄자와 미래의 상호 작용에서 이점이 있을 수 있다. 연구에 따르면 개인은 과거 소그룹 환경에서 친족, 집단 내 또는 그룹 외 회원, 자원 소유, 성적 매력, 후회 표현, 의도 및 이전 협력 및 착취 이력 등으로 상호작용한다.

## 같이 보기
- 진화심리학
- 과학적 인종주의
- 사회생물학